# František Krejčí (lední hokejista)
František Krejčí (* 1954) je bývalý český hokejový útočník.

## Hokejová kariéra
V československé lize hrál za TJ Gottwaldov. Odehrál 1 ligovou sezónu, nastoupil v 18 ligových utkáních a dal 5 gólů. V nižších soutěžích hrál za TJ Meochema Přerov.

## Klubové statistiky
| 1975/1976 | TJ Gottwaldov      | 2. liga | -  | -  | -  | -  | -  |
| 1976/1977 | TJ Gottwaldov      | 1. liga | 18 | 5  | 0  | 5  | -  |
| 1977/1978 | TJ Meochema Přerov | 2. liga | 19 | 3  | 2  | 5  | 10 |
| 1978/1979 | TJ Meochema Přerov | 2. liga | 43 | 17 | 12 | 29 | 34 |
| 1979/1980 | TJ Meochema Přerov | 2. liga | -  | 11 | -  | -  | -  |
| 1980/1981 | TJ Meochema Přerov | 2. liga | -  | 4  | -  | -  | -  |